# Попытки создания еврейского поселения в Хоране
С возникновением сионизма в конце XIX века началась первая волна алии, в ходе которой была предпринята попытка еврейского заселения в районе Хорана (Авран), на юге Сирии.

## Предыстория
В 1884 году евреи Софии, объединившиеся в Бейт-Мидраше «Шалом ве-браха», основали организацию под названием «ахават-цийон», целью которой была спокупка сельскохозяйственных земель в Земле Израиля. Организация основывалась на взносах его членов. В 1885 году Ицхак Леви и Аарон Бен Аду, лидеры организации, отправились в Палестину с целью покупки земли. С помощью евреев из Болгарии, которые уже несколько лет жили в Израиле, они рассмотрели разные альтернативы. Первоначально им была предложена территория в 4000 дунамов возле арабской деревни Каприя, позже возле Ришон-ле-Циона и, наконец, возле Петах-Тиквы. Все предложения были отклонены из-за высокой стоимости земли, и руководители организации вернулись в Софию.

## Приобретение земли
В 1890 году организация ховевей-цион в городе Яссы в Королевстве Румыния разрослась до тысяч членов, плативших ежемесячный взнос. По субботам и праздникам они собирались, чтобы услышать новости и информацию о том, что происходит в Земле Израиля, и стремление репатриироваться и поселиться в Израиле возростало. В 1894 году инициатива была вновь возобновлена в Болгарии, и организация «Шалом ве-браха» сменила свое название на «Охавей цийон ве-йешукну ба» «любящие Сион и будущие жить в нём» и состояла из ядра из десяти семей. В то же время появилась новость в газете «Ха-Мелиц» о 100 еврейских семьях из Яссы, основавших организацию под названием «Эзра Бецер» с целью заселения Палестины. Казначей организации «ховевей-цион» Хаим Леви связался с Йехиэлем Берковичем, председателем «Эзры Бецер», и было решено, что десять семей из Болгарии присоединятся к «Эзре Бецер». Примерно в том же году инженер Йосеф Зейднер, представитель сионистской ассоциации из Екатеринослава, приобрел 88 000 дунамов в Мазарибе (позже — часть округа Даръа в Сирии) и они были разделены на четыре части, по количеству колоний, которые собирались основать.
Новость о покупке земли дошла до Яссы, и от имени 100 семей представители Йехиэль Беркович и Яаков Гилель отправились в Париж, где встретились с «Израильским национальным комитетом» — организацией, действовавшей под патронажем барона Ротшильда. Сделка о покупке земли была согласована в письменной форме, и для каждого поселенца было куплено 200 дунамов по цене восемь французских франков за дунам. Представители вернулись в Яссы, и было решено, что пять семей немедленно отправятся в Эрец Исраэль, чтобы получить земли: четыре семьи из Румынии, и семья Леви из Софии.

## Приезд
В 1894 году барон послал своих чиновников составить карту местности и подготовить её для еврейского поселения. Сначала недалеко от арабской деревни Сахем аль-Джулан было основано поселение «Тиферат-Биньямин», затем построено административное здание, ферма и питомник в Галоне, а также форпосты «Нахлат-Моше» и «Ахва».
4 октября 1895 года пять семей встретились в Стамбуле, и оттуда, через Бейрут и Дамаск, направились в отведенную им местность в районе Хорана и называвшуюся Тушанбабшун (впоследствии — территории округа Даръа, к северо-западу от города Даръа). С приездом жителей началось строительство каменных жилых домов, и, в соответствии с предложением представителей барона Ротшильда, были посажены тутовые деревья для последующего выращивания тутового шелкопряда. В первый год девять человек поселились на постоянной основе в Хоране, в том числе две женщины, которые остались в доме Ицхака Леви, где была построена печь для выпечки хлеба. Для скота было построено несколько построек. Каждый поселенец вложил в покупку оборудования 1000 французских франков. В мае 1896 года в колонию прибыли ещё восемь семей из Румынии и три главы семей из Болгарии. Выяснилось, что первые два быка, купленные на западе региона, были ворованными, и власти Османской империи вернули их владельцам-друзам. Позже в Дамаске были закуплены новые быки. Образ жизни поселенцев в этом месте напоминал коммуну. В конце 1896 года в поселение прибыл мясник из Цфата, и жители, впервые после приезда в этот регион, стали есть мясо.
В ноябре 1896 года, в начале сезона дождей, поселенцы посеяли пшеницу.
Примерно через три года после начала обработки земли, в июле 1896 года, турки решили изгнать всех еврейских поселенцев из этого района. Под влиянием людей барона турки согласились отменить указ, но запретили селиться на этом месте новым жителям.
В начале 1897 года прибыли шесть местных арабских жителей, и начали пахать землю поселения. Между поселенцами и арабскими жителями завязалась драка. На Песах того же года из Болгарии прибыли ещё 12 поселенцев, в основном жены и дети первых поселенцев. В конце 1897 года все десять семей ядра поселения из Болгарии уже жили в Хоране. В это время шла жатва пшеницы. Часть урожая была украдена соседями-арабами; некоторые кражи сопровождались нападениями на семьи поселенцев.
За эти годы в регионе было создано девять еврейских общин, среди них: Зикрхон-Менахем, Нахалат-Моше, Тифарет-Биньямин, Ахват-Исраэль и Бейт-Икар. На пике своего развития поселение насчитывало около 72 семей в девяти поселениях, но к 1901 году большинству из них пришлось покинуть этот район.

## Выход из колонии и национализация земель
В начале 1898 года среди жителей колонии вспыхнула эпидемия тифа. Один из сыновей колониста из Румынии умер, и пациенты были переведены на лечение в Рош-Пина. В то же время преследования со стороны арабских жителей усиливались, при этом османские власти не вмешивались. Начался постепенный отъезд колонистов. К середине 1898 года в колонии осталось восемь семей из Болгарии и десять из Румынии. Из-за краж экономическое положение колонистов сильно ухудшилось, и, по совету представителя барона Ротшильда, колонисты покинули колонию и временно переехали в Цфат и Рош-Пину. В конце 1898 года только главы семей вернулись в колонию и обнаружили, что она была разрушена бедуинами, восставшими в то время против османского владычества. Представитель барона Ротшильда приказал колонистам покинуть колонию. Двое болгарских поселенцев были арестованы Османской жандармерией и отправлены в Дамаск. Евреи были освобождены после вмешательства людей барона Ротшильда. В августе 1898 года, угрожая колонистам тюремным заключением, османы подписали с ними обязательство больше не возвращаться в Хоран, и колонисты снова уехали. Поселенцы из Болгарии переехали в Цфат, а из Румынии — в Матулу. Группы сохраняли связь между собой; в Галилее они были известны как «люди Джахам Джулан» или «люди Сахам Джулан», в честь деревни, в которой расположено административное здание людей барона). Они полагались на ежедневное пособие от имени барона в размере 10 французских франков на душу населения. Позже группы сформировали ядро, основавшее колонию
Явнеэль. Первыми поселенцами в Явнеэле из людей Сахам Джолан были: Шабтай Сахин, Яхиэль Беркович, Якоб Валович, А. Александр, Самуил Цви Мейзель, Ниссим Леви, Давид Йосеф Леви, Песах Макаров, Ицхак Леви, Азриэль Леви, Иезекииль Леви, Моше Вениамин, Яаков Элиягу, Моше Вингер, Моше Портер, Моше Левкович, Элиягу Гутерман, Йаков Лейбуш Мейерович.
После Первой мировой войны Хоран был включен в территорию, на которую претендовал Комитет еврейских делегаций на Парижской мирной конференции, однако эта территория находилась в пределах французского мандата, и в конечном итоге не была включена в британский мандат на Палестину.
29 августа 1924 года из страны от имени Ха-Поэль ха-Цаир отправилась экспедиция для обследования земель барона в Хоране. В состав делегации вошли Шмуэль Даян, Хаим Шорер, землемер Наум Пфеффер и представитель ЕКО Аарон Айзенберг. Делегация пробыла в деревне Цзилинь два дня и опубликовала положительный отчет в центр ха-поэль ха-цаир.
В 20-х и 30-х годах XX века люди ишува (среди них: Иегуда Альмог, Шауль Авигор и Ицхак Бен-Цви) предприняли несколько попыток создать на территориях учебную ферму для еврейской молодежи, которая на тот момент время принадлежали PICA из городов Сирии в рамках подготовки к его восхождению в Израиль. Все эти попытки по разным причинам провалились, и в 1942 году права на землю были зарегистрированы в сирийских земельных книгах на имя компании PICA.
Попытки возродить еврейское присутствие в Хоране предпринимались вплоть до 1943 г, но оказались тщетными.
Начиная с 1943 года сирийские власти пытались оспаривать права ПЕКА на эту землю. С этой целью они использовали мусульманский вакф, который стал утверждать, что это были земли вакфа, которые не могли быть проданы в период с 1944 по 1948 год. Сирийское правительство экспроприировало еврейские земли в этом районе. До 1946 года в Джилан жил чиновник ПЕКО.
В 1957 году, после распада ПЕКО, имущество было передано в распоряжение фонда Израиля.
Колония состояла из двух отдельных территорий общей площадью около 59 000 дунамов. Небольшая территория, составляющая около 6000 дунамов, находится на Голанских высотах (ныне часть Израиля), а большая территория, около 53 000 дунамов и включающая деревни, десятки жилых домов и множество сельскохозяйственных угодий, находится в Сирии.